# Triclistus alpinator
Triclistus alpinator är en stekelart som beskrevs av Aubert 1969. Triclistus alpinator ingår i släktet Triclistus och familjen brokparasitsteklar. Inga underarter finns listade i Catalogue of Life.